# Margaret Colin

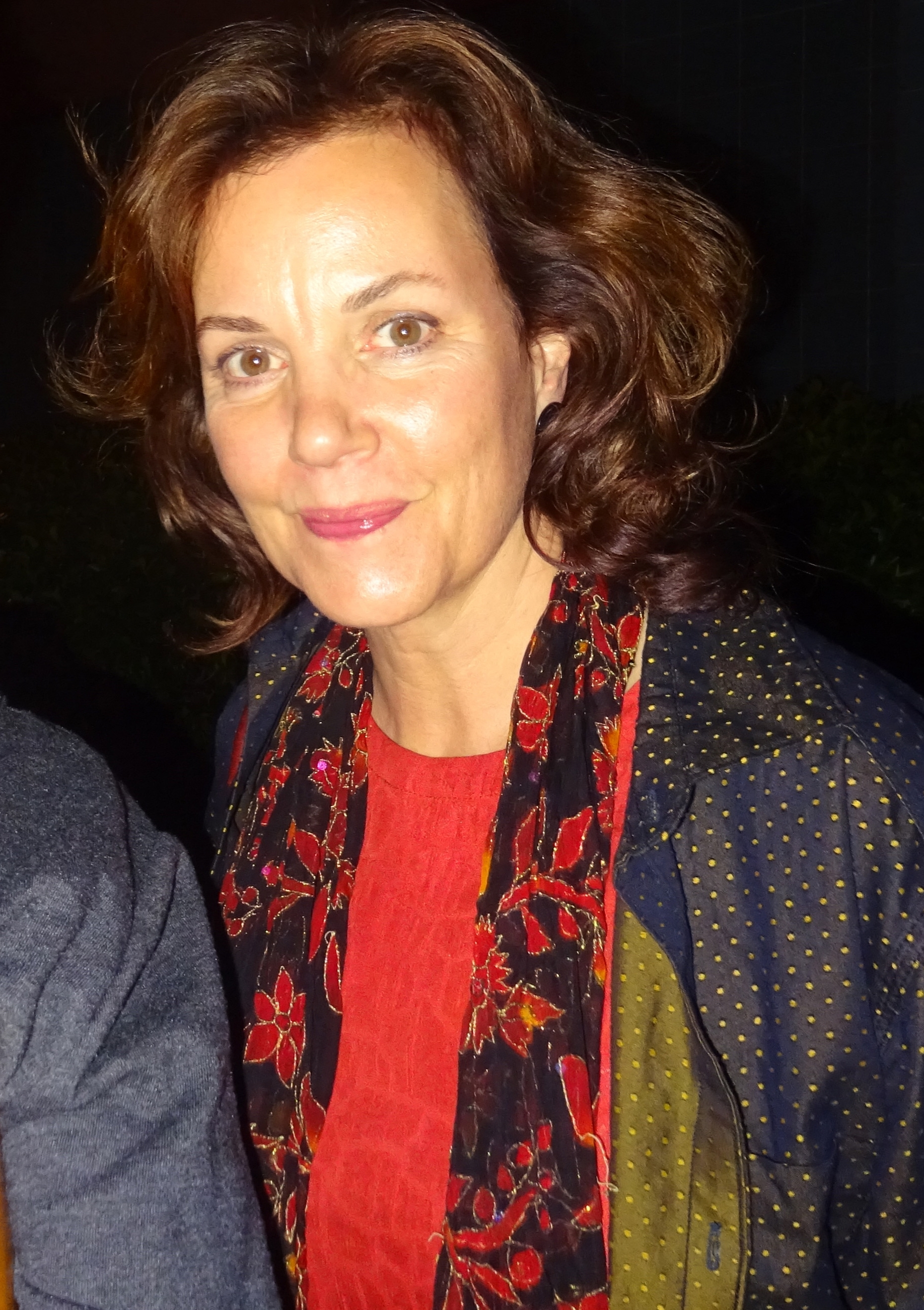
Margaret Colin, 2016

Margaret Colin (* 26. Mai 1958 in Brooklyn, New York City) ist eine US-amerikanische Schauspielerin.

## Leben
Colin ist Tochter eines Polizisten. Sie wuchs auf Long Island auf und absolvierte die Baldwin High School. Sie debütierte in der Fernsehserie The Edge of Night, in der sie in den Jahren 1979 bis 1980 die Rolle von Paige Madison spielte. In den Jahren 1981 bis 1983 war sie in der Fernsehserie As the World Turns zu sehen. In der Krimikomödie Gefährliche Freundin (1986) spielte sie neben Jeff Daniels und Melanie Griffith.
Colin ist seit 1988 mit dem Schauspieler Justin Deas verheiratet, den sie beim Dreh zu As the World Turns kennengelernt hatte. Zusammen haben sie zwei Söhne. Sie hatten sich bei der Heirat eine Penthousewohnung im West Village zugelegt, die sie in der Mitte der 1990er Jahre vermieteten. Sie zogen mit ihren Söhnen in den Garden State nach Upper Montclair. Das Haus mit seinen sechs Schlafzimmern und einem großen Grundstück liegt auf einem Hügel und bot die nötige Privatsphäre. Seit 2013 leben sie wieder in ihrem Apartment in New York.
Sie ist im Vorstand von Feminists for Life, einer Organisation der Anti-Abtreibungsbewegung.

## Filmografie (Auswahl)
- 1986: Pretty in Pink
- 1986: Gefährliche Freundin (Something Wild)
- 1987: Wie der Vater, so der Sohn (Like Father Like Son)
- 1987: Eine Pfeife in Amerika: Sherlock Holmes kehrt zurück (The Return of Sherlock Holmes)
- 1987: Noch drei Männer, noch ein Baby (Three Men and a Baby)
- 1988: Magnum (Fernsehserie, Folge 8/10)
- 1989: Das dreckige Spiel (True Believer)
- 1990: Martians Go Home – Die ausgeflippten Außerirdischen (Martians Go Home)
- 1991: Der Mann ihrer Träume (The Butcher’s Wife)
- 1993: Amos & Andrew – Zwei fast perfekte Chaoten (Amos & Andrew)
- 1994: Chicago Hope
- 1994: Tödliche Geschwindigkeit (Terminal Velocity)
- 1996: Independence Day
- 1997: Vertrauter Feind (The Devil’s Own)
- 2000: Madigan Men (Fernsehserie, Pilotfolge)
- 2002: Untreu (Unfaithful)
- 2002: Blue Car – Poesie des Sommers (Blue Car)
- 2003: Law & Order: Special Victims Unit (Fernsehserie, Folge 4/16)
- 2004: First Daughter – Date mit Hindernissen (First Daughter)
- 2006: A Broken Sole
- 2007–2012: Gossip Girl (Fernsehserie, 33 Folgen)
- 2008: iMurders
- 2008: Deception – Tödliche Versuchung (Deception)
- 2009: Royal Pains (Fernsehserie, Folge 1/03)
- 2009: The Missing Person
- 2010: Law & Order (Fernsehserie, Folge 20/17)
- 2010: Medium – Nichts bleibt verborgen (Medium, Fernsehserie, Folge 6/22)
- 2012: Blue Bloods – Crime Scene New York (Blue Bloods, Fernsehserie, Folge 2/16)
- 2012: Nurse Jackie (Fernsehserie, 2 Folgen)
- 2013: Good Wife (Fernsehserie, Folge 4/13)
- 2013: Elementary (Fernsehserie, Folge 2x08)
- 2014: Kelly & Cal
- 2014: Gotham (Fernsehserie, Folge 1x05)
- 2015: Madam Secretary (Fernsehserie, Folge 2/06)
- 2017–2018: Shades of Blue (Fernsehserie, 13 Folgen)
- 2017–2019: Veep – Die Vizepräsidentin (Veep, Fernsehserie, 9 Folgen)
- 2020: Virtue
- 2021–2023: Gossip Girl (Fernsehserie, 2 Folgen)
- 2021: Chicago Med (Fernsehserie, 7 Folgen)
- 2022: Drei Weihnachtsmänner und ein Baby (Three Wise Men and a Baby) (Fernsehfilm)
- 2022: The Road to Galena
- 2024: Three Wiser Men and a Boy (Fernsehfilm)